# بخش سکم شرفی
بخش سکم شرفی (به انگلیسی: East Sikkim district) یک بخش در هند است که در سیکیم واقع شده‌است. بخش سکم شرفی ۹۶۴ کیلومتر مربع مساحت و ۲۸۱٬۲۹۳ نفر جمعیت دارد و ۶۱۰ متر بالاتر از سطح دریا واقع شده‌است.